# Muur-Kapelmuur

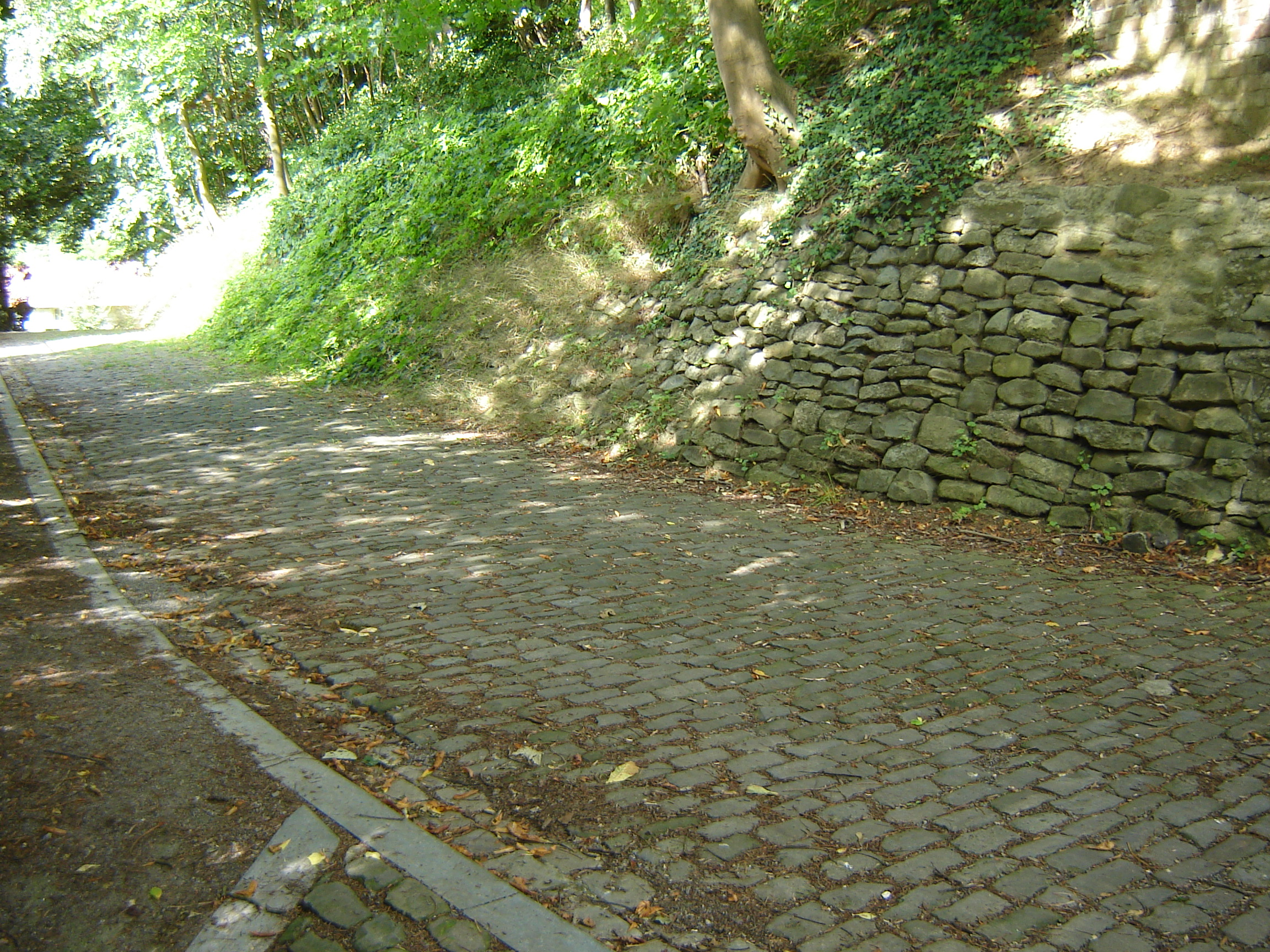
Muur-Kapelmuur, penúltima dificultad del Tour de Flandes.

El Muur-Kapelmuur (también conocido como Muro de Geraardsbergen, Muro de Grammont o simplemente Muur), es una colina pavimentada conocida por albergar, el primer domingo de abril, al Tour de Flandes, el segundo de los cinco monumentos del ciclismo.
El Muur se incluyó por primera vez en la edición de 1950, ganada por italiano Fiorenzo Magni.
El muro está ubicado en Geraardsbergen (Bélgica) y en realidad es una pendiente muy pronunciada con un desnivel de 93 metros a la que apenas se puede llamar montaña. La pendiente comienza en el centro de la localidad y se prolonga hasta que se alcanza una capilla ubicada en lo alto.
La famosa pendiente tuvo que sufrir el paso del tiempo y la renovación se hizo cada vez más necesaria. El 28 de marzo de 2004, el ministro flamenco de Interior Paul Van Grembergen volvió a abrir el muro después de las obras de reparación. El primer ministro Guy Verhofstadt y el presidente de la Cámara de Diputados, Herman De Croo también estuvieron presentes en la reinauguración. El presupuesto total de la obra fue de 1.256.494 euros.

## Ficha técnica
La dificultad de la ascensión en bicicleta se incrementa debido a que el firme está compuesto por adoquines.
- situación = Flandes (Bélgica)
- departamento = Grammont (Bélgica)
- longitud = 475 metros
- pendiente media = 9,3%
- mayor pendiente = 19,8%
- desnivel = 93 metros